# Marbäcks landskommun, Älvsborgs län
För landskommunen med samma namn i Småland, se Marbäcks landskommun, Småland.
Marbäcks landskommun var en tidigare kommun i dåvarande Älvsborgs län.

## Administrativ historik
Kommunen inrättades i Marbäcks socken i Kinds härad i Västergötland när 1862 års kommunalförordningar trädde i kraft.
Vid kommunreformen 1952 uppgick landskommunen i Åsundens landskommun som 1974 uppgick i Ulricehamns kommun.

## Politik

### Mandatfördelning i Marbäcks landskommun 1938-1946
| 8 | 7 | 5 |

| 19 |

| 8 | 7 | 5 |

| 17 | 3 |

| 7 | 8 | 5 |

| 18 |